# Жансью-Пижроль
Жансью́-Пижро́ль (фр. Gentioux-Pigerolles, окс. Genciòus e Pijairòu) — коммуна во Франции, находится в регионе Лимузен. Департамент коммуны — Крёз. Входит в состав кантона Жансью-Пижроль. Округ коммуны — Обюссон.
Код INSEE коммуны — 23090.

## Население
Население коммуны на 2010 год составляло 388 человек.
| 1962 | 1968 | 1975 | 1982 | 1990 | 1999 | 2010 |
| ---- | ---- | ---- | ---- | ---- | ---- | ---- |
| 503  | 535  | 419  | 371  | 367  | 390  | 388  |

## Экономика
В 2010 году среди 259 человек трудоспособного возраста (15—64 лет) 153 были экономически активными, 106 — неактивными (показатель активности — 59,1 %, в 1999 году было 59,1 %). Из 153 активных жителей работали 139 человек (74 мужчины и 65 женщин), безработных было 14 (9 мужчин и 5 женщин). Среди 106 неактивных 11 человек были учениками или студентами, 29 — пенсионерами, 66 были неактивными по другим причинам.